# La Maison jaune (Van Gogh)
Pour les articles homonymes, voir Maison jaune.
 (mars 2020).
Si vous disposez d'ouvrages ou d'articles de référence ou si vous connaissez des sites web de qualité traitant du thème abordé ici, merci de compléter l'article en donnant les références utiles à sa vérifiabilité et en les liant à la section « Notes et références ».
La Maison jaune est le nom généralement donné à une peinture à l'huile réalisée en septembre 1888 par le peintre néerlandais Vincent van Gogh.

## La maison jaune et son histoire

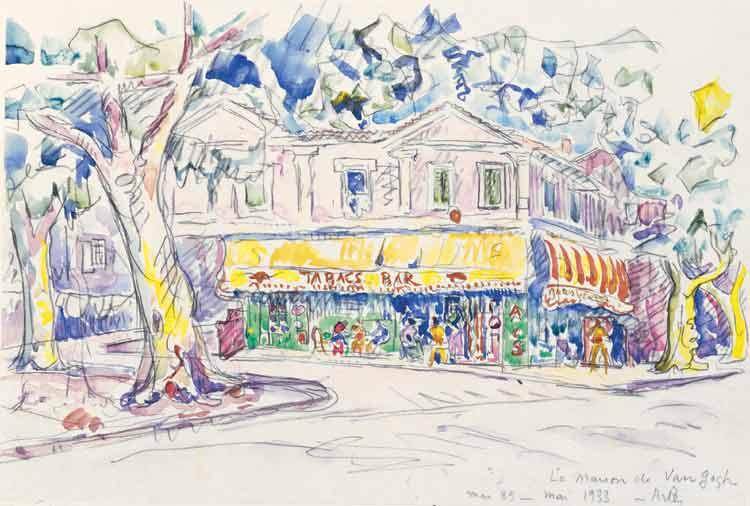
La maison jaune peinte par Paul Signac en 1933, en hommage à Van Gogh

Le tableau représente une maison du quartier de la Cavalerie située 2 place Lamartine à Arles, dans le Midi de la France. Van Gogh y a loué le 1er mai 1888 quatre pièces, deux grandes donnant au rez-de-chaussée lui servant d'atelier et de cuisine et, au premier étage, deux plus petites faisant face à la place Lamartine. La fenêtre du premier étage à l'angle est celle de la chambre d'ami de Van Gogh, où Paul Gauguin a vécu pendant neuf semaines à partir du 23 octobre 1888.
Le bâtiment a subi diverses reconstructions avant d'être sévèrement endommagé par un bombardement des forces alliées le 25 juin 1944. Il a été démoli par la suite.

## Le tableau
Ce tableau est une peinture à l'huile utilisant beaucoup les couleurs jaune et bleu qui sont des couleurs plutôt chaudes et vives. L'oeuvre est également répartie sur tout l'espace disponible.